# Вулиця Ірини Жиленко
Ву́лиця Іри́ни Жиле́нко — вулиця в Оболонському районі міста Києва, селище Пуща-Водиця. Пролягає від Міської вулиці до безіменного проїзду, що сполучає вулицю Курортну та вулицю Федора Максименка (продовженням слугує одна з вулиць селища (колишня Леніногорська вулиця).
Прилучаються вулиці 1-ша лінія, 2-га лінія, 3-тя лінія, 4-та лінія.

## Історія
Вулиця виникла на початку XX століття (не пізніше 1911 року), мала назву Некрасовська. 1955 року отримала назву вулиця Новикова-Прибоя, на честь російського письменника Олексія Новикова-Прибоя.
Сучасна назва на честь української письменниці Ірини Жиленко — з 2022 року.

## Установи та заклади
- № 11 — Школа-інтернат № 21.